# Marienkrankenhaus Schwerte

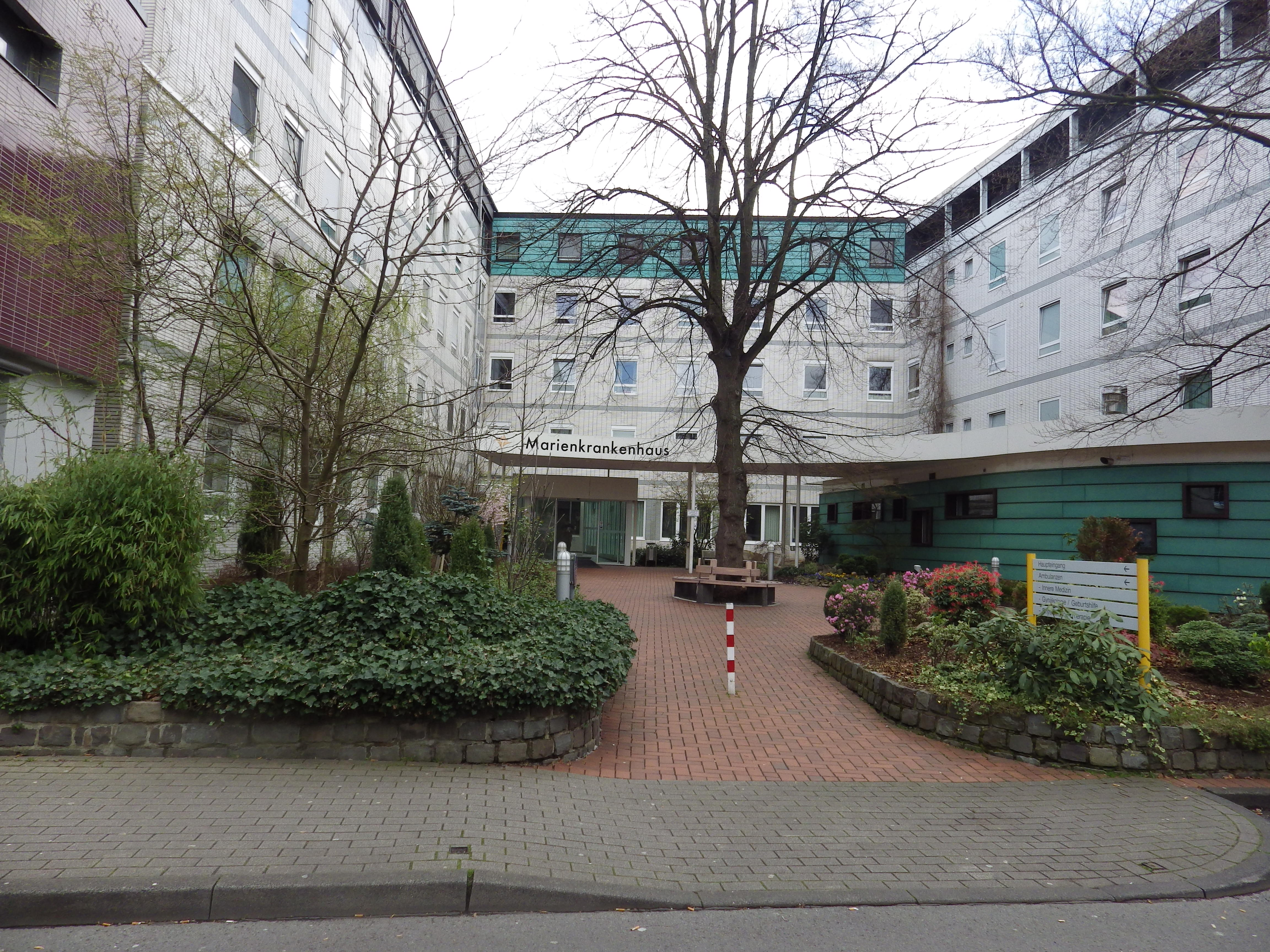
Das Marienkrankenhaus in Schwerte

Das Marienkrankenhaus Schwerte ist ein Krankenhaus in freigemeinnütziger Trägerschaft in Schwerte. Haupteigentümer ist die Kirchengemeinde St. Marien.
Das Marienkrankenhaus verfügt über zwei Standorte in der Goethestraße und in der Schützenstraße mit insgesamt knapp 500 Betten. Die Klinik beschäftigt fast 1000 Mitarbeiter.

## Geschichte
Die Ursprünge des Marienkrankenhauses liegen im Jahr 1866. Der Ausbruch der Cholera führte zu einem Hilferuf der katholischen Gemeinde der Stadt Schwerte an den Orden der Franziskanerinnen aus Salzkotten. Der Orden entsandte daraufhin zwei Schwestern, die sich an der Hagener Str. 11 niederließen. Die Versorgung beschränkte sich zunächst auf die ambulante Krankenpflege. Am 9. April 1869 wurde der erste stationäre Patient versorgt. Nach einigen Zwischenstationen an der Schützenstraße 5 und am Nordwall 14 wurde am 9. Juni 1881 der Grundstein für das neue Krankenhaus gelegt. Am 18. Juni 1882 erfolgte die Einweihung unter dem Namen „Marien-Hospital“. Bis in die 1960er Jahre erfolgten viele Um- und Anbauten am Krankenhaus. Der heutige Bau, der das ursprüngliche Gebäude ersetzt hat, geht auf die Initiative von Pfarrer Wilhelm Stelzner zurück. In den Jahren 2005 bis 2007 entstand ein neuer Trakt, der die Intensivstation und den OP-Bereich erweitert hat. Außerdem wurde die alte Aufnahme  durch eine neue Zentrale Aufnahme ersetzt und eine neue Zentralsterilisation errichtet. Im Jahr 2009 entstand ein weiterer Trakt mit Zimmern für Wahlleistungspatienten.
Seit dem 1. Juni 2021 firmiert das Marienkrankenhaus Schwerte unter dem Dach der Kath. St. Paulus Gesellschaft.

## Abteilungen
Das Marienkrankenhaus umfasst am Standort Goethestraße Abteilungen für Anästhesiologie und Intensivmedizin, Innere Medizin, Unfall- und Orthopädische Chirurgie, Plastische, Ästhetische und Handchirurgie, Viszeral- und Gefäßchirurgie sowie Frauenheilkunde und Geburtshilfe. Des Weiteren gibt es eine Abteilung mit HNO-Belegbetten. Das Krankenhaus ist außerdem ein Standort des von der Ärztekammer Westfalen-Lippe zertifizierten Märkischen Brustzentrums, zu dem ebenfalls die Märkischen Kliniken in Lüdenscheid und das Bethanien-Krankenhaus in Iserlohn gehören.
Am Standort Schützenstraße gibt es zwei Fachbereiche – Klinik für Innere Medizin, Klinik für Geriatrie, sowie die Schwerpunkte Zentrum für Multimodale Schmerztherapie, Zentrum für Alterstraumatologie, Zentrum für Dysphagie, Zentrum für Endoskopie und Schlaflabor.